# حمیدرضا علی‌عسگری
حمیدرضا علی‌عسگری (۴ خرداد ۱۳۶۹ - شهرری) بازیکن سابق فوتبال اهل ایران است. علی‌عسگری بازیکن سابق باشگاه فوتبال پرسپولیس است. عموی او عبدالعلی علی‌عسگری رئیس سابق سازمان صدا و سیمای جمهوری اسلامی ایران بود.

## باشگاهی
علی‌عسگری فوتبال خود را از تیم ایران زمین آغاز کرده و در رده‌های سنی نونهالان، نوجوانان و جوانان این تیم بازی کرده‌است. وی سابقه بازی در تیم امید بانک ملی را نیز دارد. آخرین تیم وی قبل از پیوستن به پرسپولیس، فجر منطقه دو بوده‌است. از فصل ۱۳۸۷–۱۳۸۸ او اکثراً جزو لیست ۱۸ نفرهٔ پرسپولیس بوده‌است. در ابتدای فصل ۱۳۸۸–۱۳۸۹ وی بیشتر در ترکیب تیم قرار گرفت و در پست‌های مختلفی چون مهاجم، هافبک راست و هافبک میانی بازی کرد. اما پس از چند بازی نیکت‌نشین شد. در نیم‌فصل دوم و در دربی تهران و در روزی که علیرضا محمد مدافع راست اصلی پرسپولیس محروم بود، در این پست بازی کرد و پایه‌گذار گل اول پرسپولیس شد.
پس از این بازی بیشتر بازی کرد، ابتدا به عنوان بازیکن ذخیره به میدان رفت و با گذشت زمان به بازیکن اصلی تیم تبدیل شد.
با شروع فصل ۱۳۸۹–۱۳۹۰ ابتدا به عنوان بال چپ به میدان رفت اما با مصدومیت ابراهیم شکوری، مدافع چپ پرسپولیس، در این پست بازی کرد و تا پایان فصل بازی در پست‌های مدافع، هافبک و مهاجم راست و چپ را تجربه کرد. علی‌عسگری در فصل ۱۳۹۱–۱۳۹۲ به‌طور قرضی به تیم راه‌آهن تهران پیوست. سرمربی تیم راه‌آهن، علی دایی بود. سرانجام در فصل ۱۳۹۲–۱۳۹۳ با بازگشت علی دایی به نیمکت مربیگری پرسپولیس، علی‌عسگری نیز به پرسپولیس بازگشت.
وی در خرداد ۱۴۰۲ از فوتبال خداحافظی کرد.

### آمار
| باشگاهی    | باشگاهی                      | باشگاهی       | لیگ  | لیگ | جام      | جام      | قاره | قاره | مجموع | مجموع |
| فصل        | باشگاه                       | لیگ           | بازی | گل  | بازی     | گل       | بازی | گل‌   | بازی  | گل‌    |
| ایران      | ایران                        | ایران         | لیگ  | لیگ | جام حذفی | جام حذفی | آسیا | آسیا | مجموع | مجموع |
| ---------- | ---------------------------- | ------------- | ---- | --- | -------- | -------- | ---- | ---- | ----- | ----- |
| ۸۶–۸۷      | باشگاه فوتبال پرسپولیس تهران | جام خلیج فارس | ۰    | ۰   | ۱        | ۰        | -    | -    | ۱     | ۰     |
| ۸۷–۸۸      | باشگاه فوتبال پرسپولیس تهران | جام خلیج فارس | ۱۲   | ۱۶  | ۱        | ۱        | ۱    | ۰    | ۱۴    | ۱     |
| ۸۸–۸۹      | باشگاه فوتبال پرسپولیس تهران | جام خلیج فارس | ۱۶   | ۲۵  | ۲        | ۱        | -    | -    | ۱۸    | ۱     |
| ۹۰–۸۹      | باشگاه فوتبال پرسپولیس تهران | جام خلیج فارس | ۲۵   | ۹   | ۱        | ۰        | ۲    | ۰    | ۲۸    | ۲     |
| ۹۱–۹۰      | باشگاه فوتبال پرسپولیس تهران | جام خلیج فارس | ۱۶   | ۱۲  | ۳        | ۰        | ۲    | ۰    | ۲۱    | ۰     |
| ۹۲–۹۱      | باشگاه فوتبال پرسپولیس تهران | جام خلیج فارس | ۶    | ۰   | ۰        | ۰        | ۰    | ۰    | ۶     | ۰     |
| ۹۲–۹۱      | ۱۲                           | ۱۲۰           | ۰    | ۰   | ۰        | ۰        | ۶    | ۰    |       |       |
|            |                              | مجموع         | ۷۵   | ۹۵۳ | ۵        | ۲        | ۵    | ۰    | ۸۷    | ۴     |
| مجموع فصول | مجموع فصول                   | مجموع فصول    | ۷۵   | ۹۵۳ | ۷        | ۲        | ۵    | ۰    | ۸۷    | ۴     |

## تیم ملی
علی‌عسگری در مسابقات فوتبال قهرمانی جوانان آسیا جزو تیم ملی ایران بود و در هر چهار بازی نیز حضور داشت. وی از ارکان اصلی تیم امید در بازی‌های آسیایی ۲۰۱۰ گوانگ‌ژو بود و با این تیم به مقام چهارم این رقابت‌ها رسید.
در مرداد ۱۳۸۹، افشین قطبی وی را به تیم ملی دعوت کرد و وی نخستین بازی ملی خود را مقابل ارمنستان انجام داد.

## افتخارات
- جام خلیج فارس
  - ۱۳۸۶–۸۷ قهرمان
- جام حذفی
  - ۱۳۸۸–۸۹ قهرمان
  - ۱۳۸۹–۹۰ قهرمان
- افتخارات فردی

1. بهترین بازیکن ماه لیگ برتر
2. بهترین بازیکن سال پرسپولیس ۱۳۹۰-۹۱
3. بهترین هافبک لیگ برتر ایران ۱۳۸۹-۹۰

## بازداشت
علی‌عسگری پس از انتشار پستی در حمایت از اعتراضات و در ادامهٔ موج دستگیری‌های مربوط به خیزش ۱۴۰۱ ایران بازداشت شد.